# J. Michael Trautmann
Jonathan Michael Trautmann (* in Milwaukee, Wisconsin) ist ein US-amerikanischer Schauspieler.

## Leben
Trautmann wurde in Milwaukee geboren und wuchs in Minneapolis, im US-Bundesstaat Minnesota auf. Er erhielt seinen Bachelor of Arts in Schauspiel an der University of Arizona und schloss sich danach dem Ensemble des Arizona Repertory Theater an. 2004 gab er im Kurzfilm Earnie in der titelgebenden Hauptrolle sein Filmschauspieldebüt. Der Kurzfilm wurde unter anderen in den USA am 5. September 2004 auf dem Palm Springs International Short Film Festival, am 14. April 2005 auf dem First Run Film Festival und am 6. April 2005 auf dem Arizona International Film Festival gezeigt. In Europa wurde der Film unter anderen am 3. Februar 2005 auf dem International Film Festival Rotterdam in den Niederlanden und am 9. Mai 2005 auf dem Algarve International Film Festival in Portugal gezeigt. 2008 verkörperte er in acht Episoden der Fernsehserie The Guys I Hang Out With die Rolle des Damon. Im Folgejahr wirkte er in der größeren Rolle des Marshall in der Filmkomödie 18-Year-Old-Virgin mit. Nach weiteren Rollenbesetzungen in Film- und Fernsehserienproduktionen mimte er zwischen 2012 und 2015 in insgesamt acht Episoden der Fernsehserie Shameless die Rolle des Iggy Milkovich. Eine wiederkehrende Rolle hatte er zwischen 2014 und 2017 in Kirby Buckets inne.

## Filmografie (Auswahl)
- 2004: Earnie (Kurzfilm)
- 2008: The Guys I Hang Out With (Fernsehserie, 7 Episoden)
- 2009: 18-Year-Old-Virgin
- 2009: Itch (Kurzfilm)
- 2010: Pigeon Kicker (Kurzfilm)
- 2010: For the Birds (Kurzfilm)
- 2011: Lie to Me (Fernsehserie, Episode 3x11)
- 2011: 96 Minuten
- 2011: Two Dollar Bill (Kurzfilm)
- 2011: Stay Still (Kurzfilm)
- 2011: Hardcore Hearts
- 2012: Southland (Fernsehserie, Episode 4x10)
- 2012: Last Call
- 2012: Das Schwergewicht (Here Comes the Boom)
- 2012–2015: Shameless (Fernsehserie, 8 Episoden)
- 2013: A Resurrection
- 2013: Bones – Die Knochenjägerin (Bones, Fernsehserie, Episode 9x11)
- 2013: Navy CIS: L.A. (NCIS: Los Angeles, Fernsehserie, Episode 5x11)
- 2013–2017: Longmire (Fernsehserie, 3 Episoden)
- 2014: Mindless
- 2014: Das Baumhaus (Treehouse)
- 2014: Criminal Minds (Fernsehserie, Episode 10x05)
- 2014–2017: Kirby Buckets (Fernsehserie, 5 Episoden, verschiedene Rollen)
- 2015: Victor
- 2016: Bashaw (Kurzfilm)
- 2016: Mamma Loves Shortnin’ (Kurzfilm)
- 2017: The Legend of Master Legend (Fernsehfilm)
- 2018: Dirty Bomb (Kurzfilm)
- 2018: Savage Youth
- 2018: Juveniles
- 2018: ZombieCON
- 2021: The Bystanders (Podcastserie, Episode 1x02)
- 2022: Soldmate (Kurzfilm)
- 2023: Noteworthy (Kurzfilm)